# Ismath Bio Tchané Mamadou
Ismath Bio Tchané Mamadou née le 3 janvier 1962 à Porto-Novo, au Bénin, est une juge, femme politique béninoise. Elle est nommée le 28 avril 2021 présidente de la Cour des Comptes du Bénin par le président Patrice Talon.

## Biographie
Ismath Bio Tchané Mamadou est née le 3 janvier 1962 à Porto-Novo.  C'est le 26 décembre 1988 qu'elle devient magistrate. Avant d'être agent judiciaire du trésor au ministère béninois de l’économie et des finances jusqu'au 2 mars 2009, elle fait ses premiers pas dans le corps en devenant juge au Tribunal de première instance de Cotonou. Le 31 décembre 2013, elle sera nommée  conseillère à la cour suprême puis présidente de la section des collectivités locales. Après le départ de Maxime Akakpo à la retraite, Ismath Bio Tchané Mamadou est nommée le 1er juillet 2016 présidente par intérim de la Chambre des comptes. Le 25 juillet 2018, elle est confirmée à ce poste par le président de la république,,,,.

## Carrière
Avant d'être une institution indépendante, la cour des comptes du Bénin était la chambre des comptes de la cour suprême du Bénin. Par sa nomination le mercredi 28 avril 2021, Ismath Bio Tchané Mamadou devient la première femme présidente de la première mandature de cette institution devenue indépendante de la cour suprême,,,,,,.